# Eupogonius knabi
Eupogonius knabi là một loài bọ cánh cứng trong họ Cerambycidae.